# 히라야마역
히라야마역(일본어: 平山駅)은 일본 지바현 기미쓰시에 위치한 동일본 여객철도 구루리 선의 철도역이다. 단선 승강장 1면 1선의 구조를 갖춘 지상역이다.

## 이용 현황
| 승차 인원 추이 | 승차 인원 추이 |
| 연도           | 1일 평균       |
| -------------- | -------------- |
| 1990           | 95             |
| 1991           | 93             |
| 1992           | 92             |
| 1993           | 95             |
| 1994           | 97             |
| 1995           | 88             |
| 1996           | 78             |
| 1997           | 73             |
| 1998           | 66             |
| 1999           | 68             |
| 2000           | 63             |
| 2001           | 54             |
| 2002           | 59             |
| 2003           | 60             |
| 2004           | 57             |
| 2005           | 46             |
| 2006           | 48             |

## 역 주변
- 국도 제410호선

## 역사
- 1936년 3월 25일 : 구루리 - 가즈사카메야마 간 연장 때에 개업.
- 1944년 12월 16일 : 구루리 - 가즈사카메야마 간의 영업 중지와 함께 잠시 휴업.
- 1947년 7월 1일 : 영업 재개.
- 1982년 4월 : 현재의 역사를 사용 개시.
- 1987년 4월 1일 : 일본국유철도 분할 민영화에 의해, 동일본 여객철도가 승계.

## 인접 역
| 동일본 여객철도 구루리 선 | 동일본 여객철도 구루리 선 | 동일본 여객철도 구루리 선          |
| ------------------------- | ------------------------- | ---------------------------------- |
| 구루리 기사라즈 방면      | ■ 구루리 선               | 가즈사마쓰오카 가즈사카메야마 방면 |